# Latvijas PSR čempionāts futbolā 1958
L'edizione 1958 del massimo campionato di calcio lettone fu la 14ª come competizione della Repubblica Socialista Sovietica Lettone; il titolo fu vinto dal Sarkanais Metalurgs, giunto al suo nono titolo.

## Formato
Il campionato era formato da dieci squadre che si incontrarono in gironi di andata e ritorno per un totale di 18 turni; erano assegnati due punti alla vittoria, un punto al pareggio e zero per la sconfitta.

## Classifica finale
|                        | Pos. | Squadra             | Pt | G  | V  | N | P  | GF | GS | DR  |
| ---------------------- | ---- | ------------------- | -- | -- | -- | - | -- | -- | -- | --- |
| RSS Lettone (bandiera) | 1.   | Sarkanais Metalurgs | 28 | 18 | 11 | 6 | 1  | 35 | 10 | +25 |
|                        | 2    | RVR Riga            | 24 | 18 | 10 | 4 | 4  | 35 | 21 | +14 |
|                        | 3    | Tosmares c. Liepaja | 24 | 18 | 10 | 4 | 4  | 26 | 23 | +3  |
|                        | 4    | Dinamo Riga         | 23 | 18 | 9  | 5 | 4  | 30 | 19 | +11 |
|                        | 5    | ASK Rīga            | 22 | 18 | 9  | 4 | 5  | 24 | 20 | +4  |
|                        | 6    | VEF Riga            | 20 | 18 | 9  | 2 | 7  | 15 | 19 | -4  |
|                        | 7    | RĖZ Riga            | 18 | 18 | 8  | 2 | 8  | 18 | 16 | +2  |
|                        | 8    | Vulkans Kuldiga     | 16 | 18 | 6  | 4 | 8  | 22 | 23 | -1  |
|                        | 9    | Lokomotive Riga     | 3  | 18 | 1  | 1 | 16 | 11 | 65 | -55 |
|                        | 10.  | Rēzekne             | 2  | 9  | 0  | 2 | 7  | ?  | ?  | ?   |